# Studienhaus St. Lambert
Das überdiözesane Studienhaus St. Lambert ist ein römisch-katholisches Priesterseminar. Die Priesteramtskandidaten kommen aus unterschiedlichen deutschen bzw. deutschsprachigen Diözesen. Des Weiteren studieren dort angehende Ordenspriester aus den unterschiedlichsten Ordensgemeinschaften wie zum Beispiel: Deutscher Orden, Zisterzienser, Pallottiner, Claretiner und Benediktiner.
Das Seminar befindet sich im Ortsteil Lantershofen der Gemeinde Grafschaft (Rheinland) nahe Bad Neuenahr-Ahrweiler.
Das Studienhaus St. Lambert ist ein Seminar für Spätberufene. Das heißt Männer, die vor ihrem Entschluss, Priester der römisch-katholischen Kirche zu werden, einen anderen Beruf ausübten. Formale Voraussetzungen für die Aufnahme ins Studienhaus St. Lambert sind eine abgeschlossene Berufsausbildung oder ein abgeschlossenes Studium, mehrere Jahre Berufspraxis, die Mitgliedschaft in der römisch-katholischen Kirche sowie das vollendete 25. Lebensjahr. Die Studenten werden in der Regel von ihren Heimatbistümern oder Ordensgemeinschaften zum Studium nach Lantershofen entsandt. Eine direkte Einschreibung bzw. ein direkter Eintritt in das Priesterseminar bzw. das Studienhaus ist nicht möglich.
Das Leben im Priesterseminar ist vor allem vom Studium der Philosophie und Theologie mit den Fächern biblischer Theologie, historische Theologie, systematische Theologie und praktische Theologie geprägt. Zu Beginn des Studiums müssen Grundkenntnisse der lateinischen Sprache nachgewiesen oder vor Ort erworben werden. Eine Einführung ins Griechische und Hebräische wird angeboten. Neben dem Studium, prägen die tägliche Feier der Eucharistie, gemeinsame Gottesdienste, Andachten und das Beten des Stundenbuchs den Tagesablauf. Des Weiteren gehören gemeinsame Wohngruppenabende, gemeinsamer Sport sowie Hausausflüge und Exkursionen zum Seminaralltag.
Das Studium erstreckt sich über vier Jahre, die jeweils in drei Trimester unterteilt sind. Orientiert an die Rahmenordnung für die Diplomprüfungsordnung Katholische Theologie ermöglicht die Studien- und Prüfungsordnung des Studienhauses ein Studium ohne Abitur. Am Ende des Studiums wird der kirchlich anerkannte Abschluss -examinierter Theologe- verliehen, der die Zulassungsbedingung für die weiterführende Ausbildung im Pastoralkurs der Heimatdiözese oder Ordensgemeinschaft ist.
Weiterführende Studien an der Theologischen Fakultät Trier sowie an der Kölner Hochschule für Katholische Theologie (KHKT) sind möglich. Nach der entsprechenden Zeit im priesterlichen Dienst kann ein Absolvent des Studienhauses Pfarrer mit allen Rechten und Pflichten werden.

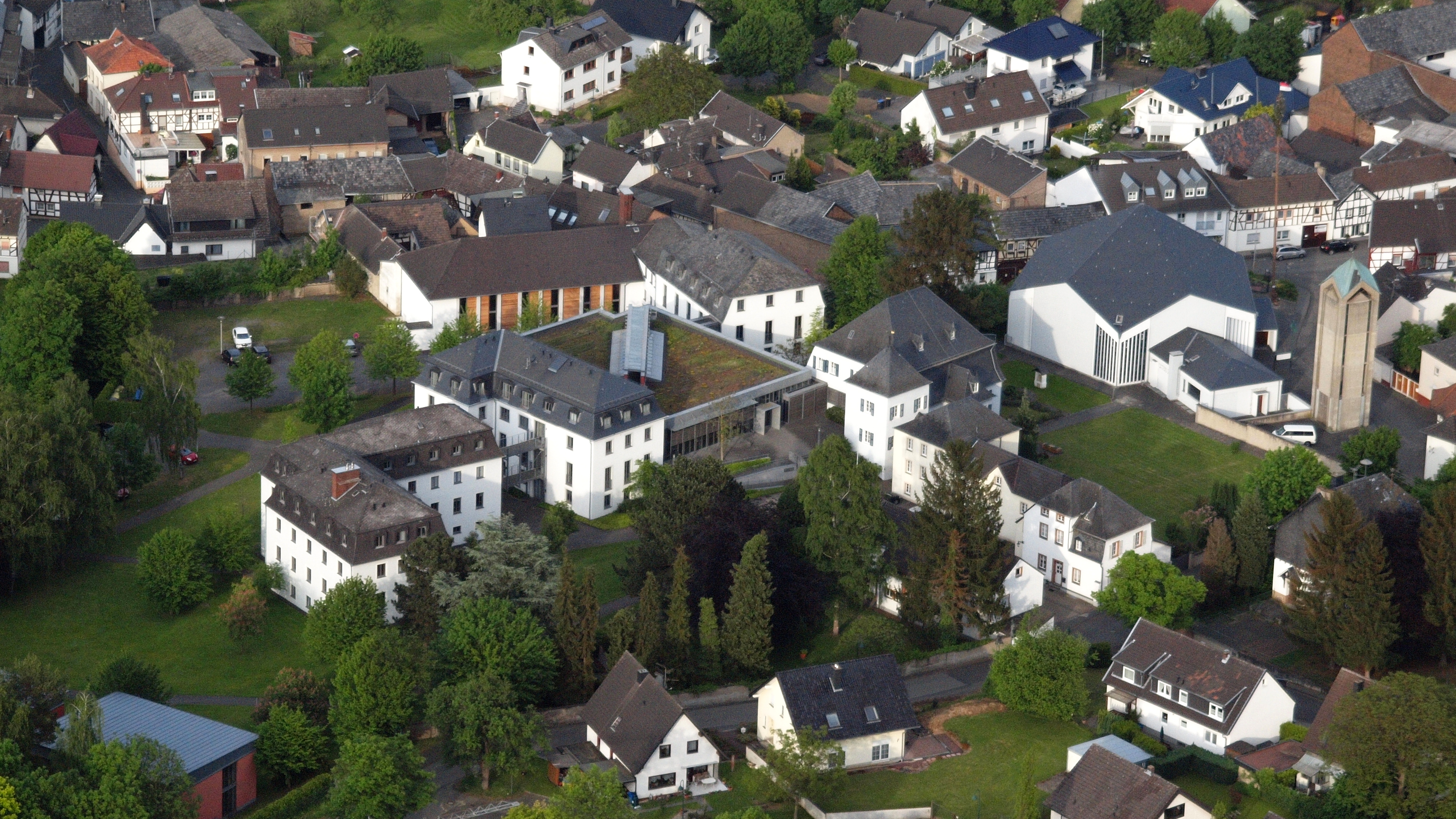
Burg Lantershofen, Studienhaus St. Lambert, Luftaufnahme (2015)

## Alternative zu Lantershofen
In Deutschland ist das Studienhaus St. Lambert in seiner Struktur einmalig. Es legitimiert sich rechtshistorisch durch das Reichskonkordat von 1933. Eine ähnliche Bildungseinrichtung existiert mit dem Collegium Rudolphinum in Regensburg. In Österreich besteht seit 1976 ebenfalls die Möglichkeit für deutschsprachige Priesteramtskandidaten, ohne Abitur bzw. Matura ein staatlich und kirchlich anerkanntes Theologiestudium zu absolvieren. Diese Aufgabe nimmt dort die Päpstliche Philosophisch-Theologische Hochschule Benedikt XVI. in Heiligenkreuz (Niederösterreich) wahr. Priesterkandidaten können in dem speziell für diese Aufgabe geschaffenen Priesterseminar Leopoldinum aufgenommen werden.

## Mit dem Studienhaus verbundene Persönlichkeiten
- Stephan Ackermann, Bischof von Trier. 1999–2006 Regens des Studienhauses und Dozent für spirituelle Theologie
- Gabriel Adriányi, Priester und Hochschulprofessor. 1974–1982 Dozent für Patrologie, Kirchengeschichte und kirchliche Kunst
- Wolfgang Beck, Priester und Hochschulprofessor. 2020-2023 Dozent für Homiletik
- Marco Benini, Priester und Hochschulprofessor und seit 2022 Dozent für Liturgiewissenschaft
- Reinhold Bohlen, Priester und Hochschulprofessor. 2013–2021 Dozent für Einleitung Altes Testament
- Johannes Bökmann, Priester und Hochschulprofessor. 1972–1984 Dozent für Moraltheologie
- Heinzgerd Brakmann, Priester und Hochschulprofessor. 1983–2003 Dozent für Liturgiewissenschaft
- Robert Brahm, Weihbischof in Trier, war Subregens des Studienhauses
- Wilhelm Breuning, Priester und Hochschulprofessor. 1984–1998 Dozent für Dogmatik
- Alois Joh. Buch, Theologe, Stiftungsmanager und seit 1985 Dozent für Moraltheologie
- Helmut Dieser, Bischof von Aachen. 2004–2011 Dozent für Homiletik
- Jörg Peter Disse, deutscher Philosoph und Theologe. 2000–2002 Dozent für Philosophie II
- Philipp Eggers, deutscher Erziehungswissenschaftler und Jurist. 1981–2002 Lehrbeauftragter für Erwachsenenweiterbildung im Studienhaus
- Josef Freitag, Priester und Hochschulprofessor. Seit 2016 Spiritual im Studienhaus
- Felix Genn, Bischof em. von Münster. 1997–1999 Regens des Studienhauses
- Gisbert Greshake, Priester und Hochschulprofessor. Ehemaliger Gastdozent für Dogmatik am Studienhaus
- Christian Hartl, Priester und ehemaliger Hauptgeschäftsführer von Renovabis. 2012–2016 Spiritual des Studienhauses
- Georg Holkenbrink, Priester und ehemaliger Lehrbeauftragter für Kirchenrecht 1999–2004
- Eckhard Jaschinski, Ordenspriester und Theologe. 2002–2022 Dozent für Liturgiewissenschaften.
- Ursula Nothelle-Wildfeuer, römisch-katholische Theologin und Hochschulprofessorin. Seit 2015 Dozentin für Christliche Gesellschaftslehre
- Gerd J. Pohl, Schauspieler und Puppenspieler, studierte am Studienhaus
- Paul Rheinbay SAC, deutscher Theologe und Hochschulprofessor. Seit 2005 Dozent für Kirchengeschichte
- Jochen Sautermeister, deutscher Moraltheologe und Hochschulprofessor. Seit 2025 Dozent für Pastoralpsychologie
- Klaus Schäfer, Priester und Autor, studierte am Studienhaus
- Manuel Schlögl, Priester und Hochschulprofessor. 2013–2015 Subregens des Studienhauses
- Gilbert Schmid, römisch-katholischer Theologe, Frauenarzt. 1985–2025 Dozent für Pastoralpsychologie
- Michael Schneider SJ, Priester und Hochschulprofessor. 2017–2025 Dozent für Spirituelle Theologie
- Jerzy Henryk Skrabania SVD, polnischer Priester und Hochschulprofessor. Seit 2006 Dozent für Kirchengeschichte
- Armin G. Wildfeuer, deutscher Philosoph und Sozialethiker. Seit 2006 Dozent für Philosophie sowie seit 2024 Studienleiter des Studienhauses